# Cantó d'Argentat
El cantó d'Argentat és un cantó del departament francès de la Corresa, a la regió de la Nova Aquitània. Està inclòs al districte de Tula i té 11 municipis. El cap cantonal és Argentat.

## Municipis
- Albuçac
- Argentat
- Faurges
- Menoire
- Molceon
- Neuvila
- Sent Bonet el Vernh
- Sench Amand
- Sent Alari de Taurion
- Sent Marçau d'Entre Aigas
- Sent Silvan

## Història
| Data d'elecció                           | Identitat     | Partit | Qualitat |
| ---------------------------------------- | ------------- | ------ | -------- |
| 1973-1979                                | M. Laygues    | PCF    |          |
| 1979-1993                                | Pierre Celles | RPR    |          |
| 1993-                                    | René Teulade  | PS     |          |
| les dades anteriors no són pas conegudes |               |        |          |
|                                          |               |        |          |

## Demografia
| 1962  | 1968  | 1975  | 1982  | 1990  | 1999  | 2006  |
| ----- | ----- | ----- | ----- | ----- | ----- | ----- |
| 6.829 | 7.376 | 6.927 | 6.498 | 6.317 | 6.021 | 6.101 |